# Legananny

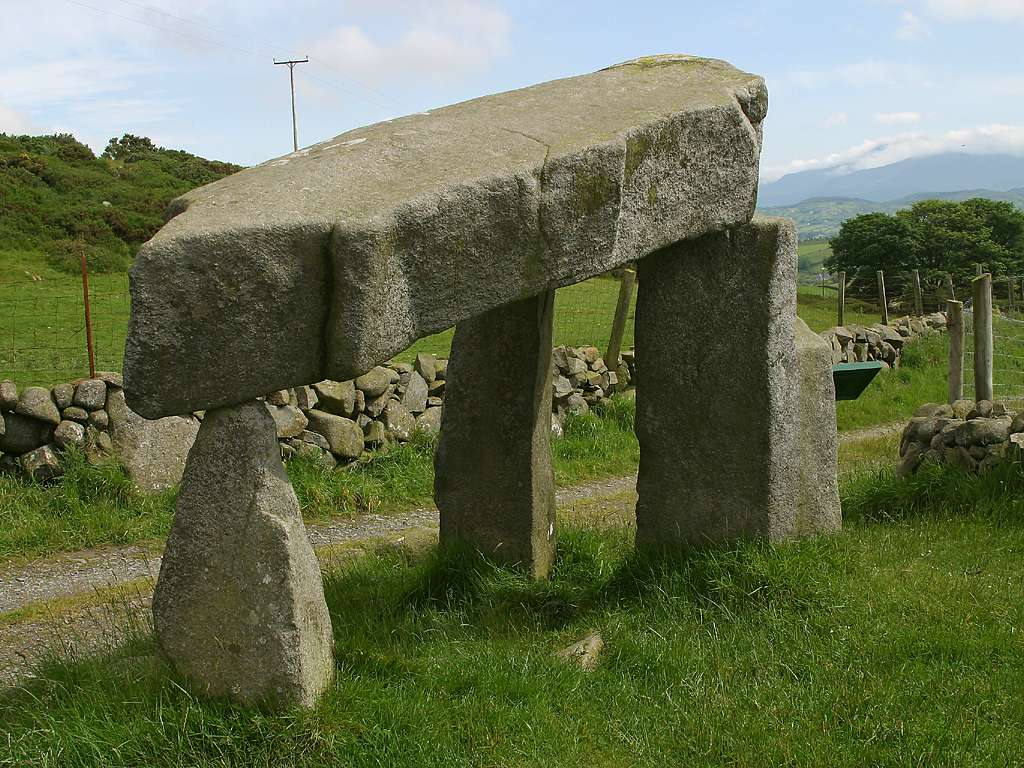
Der Dolmen von Legananny

Legananny (irisch Lag an Eanaigh, nach anderen Quellen: Liagán Áine – deutsch „Menhir der Göttin Áine“) ist ein Townland und liegt zehn Kilometer nordwestlich von Castlewellan und nördlich von Leitrim im County Down in Nordirland. Auf einer Anhöhe steht ein eindrucksvolles Portal Tomb. Dabei handelt es sich um einen so genannten „Tripod-Dolmen“, da von der ursprünglichen Anlage nur vier Steine übrig sind, was sie zu einer der ästhetisch interessanten Megalithstruktur in der irischen Landschaft macht. J. Fergusson prägte den Begriff um diesen und ähnliche Portal- oder Stativdolmen zu beschreiben. Anlagen dieser Art entstanden etwa um 3000 v. Chr.

## Beschreibung
Legananny besteht aus drei Tragsteinen und dem Deckstein. Die beiden Portalsteine sind 1,9 m hoch. Der hintere Tragstein ist 1,25 m hoch. Der glatte Deckstein aus Granit ist 3,45 m lang und seine Dicke erhöht sich, uncharakteristisch für den Typ, zum niedrigen Tragstein hin. Einer der Portalsteine zeigt eine L-förmige, zum Großteil künstliche Ausklinkung. Solche schulterförmige Auskerbungen wurden auch in der Nähe auf Steinsetzungen (Menhiren) und dem Portal Tomb von Wateresk gefunden. Sie befinden sich auch auf dem Deckstein von Ballykeel im County Armagh sowie auf einem Stein des Court Tomb von Ballywholan im County Tyrone (alle in Nordirland).
Der Rest dieser 5000 Jahre alte Anlage erinnert an moderne Skulpturen. Der riesige Deckstein zeigt, wie bei ähnlichen Anlagen in der Republik Irland, dass es bei der Errichtung des Dolmen nicht nur um den funktionellen Zusammenhang, sondern auch um eine imponierende Architektur gegangen ist. Die Geometrie dieses Dolmens ist oft bewundert worden und findet sich auf unzähligen Illustrationen. Die Ansicht Fergussons, dass die Anlage nie ein Steingrab war, und bei ihrer Errichtung ausschließlich die Absicht bestand, zu imponieren, wird heute von den Archäologen nicht mehr geteilt.
Weitere „Tripod-Dolmen“ sind u. a. Ballykeel im County Armagh und Proleek im County Louth.

## Galerie

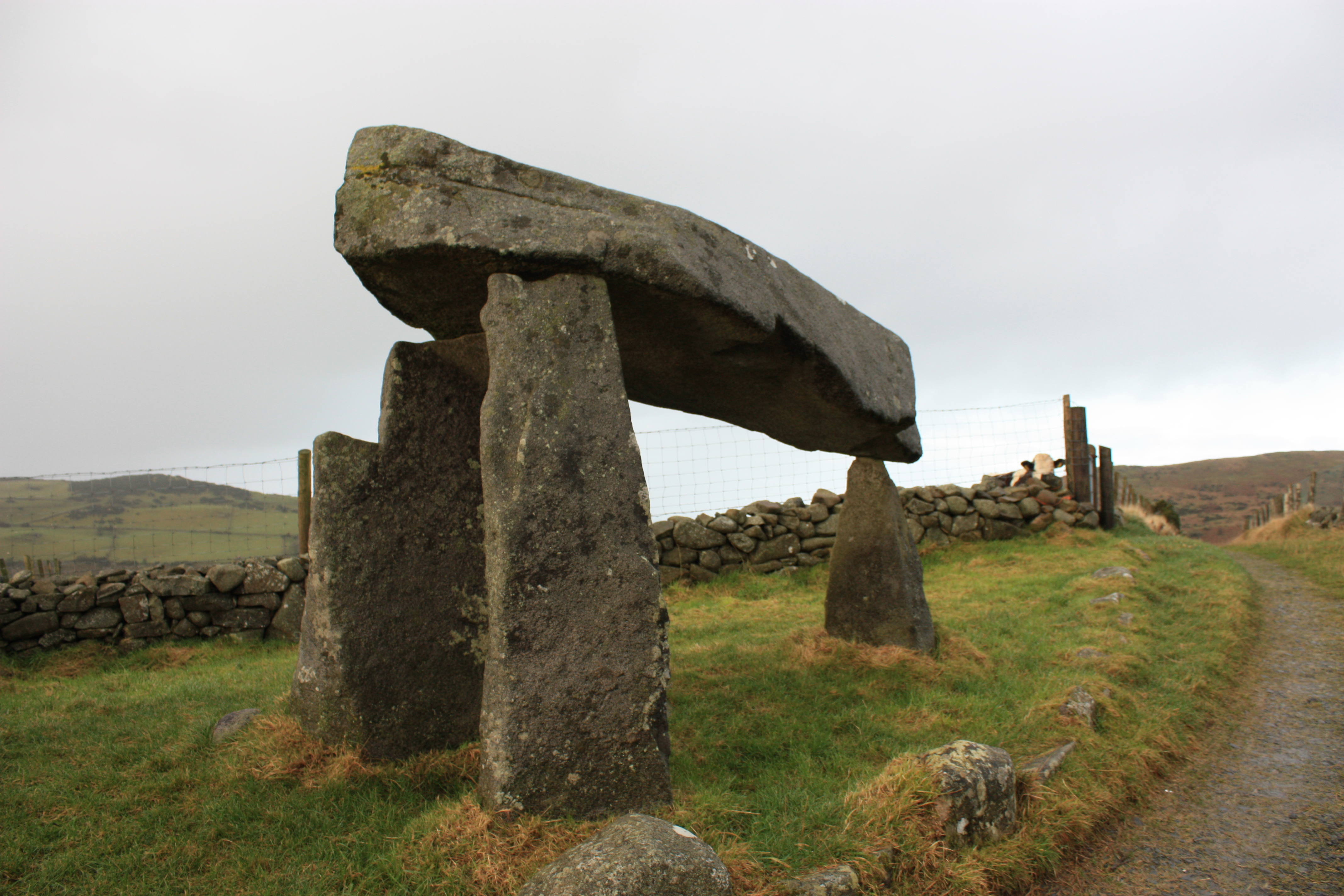
Legananny Dolmen
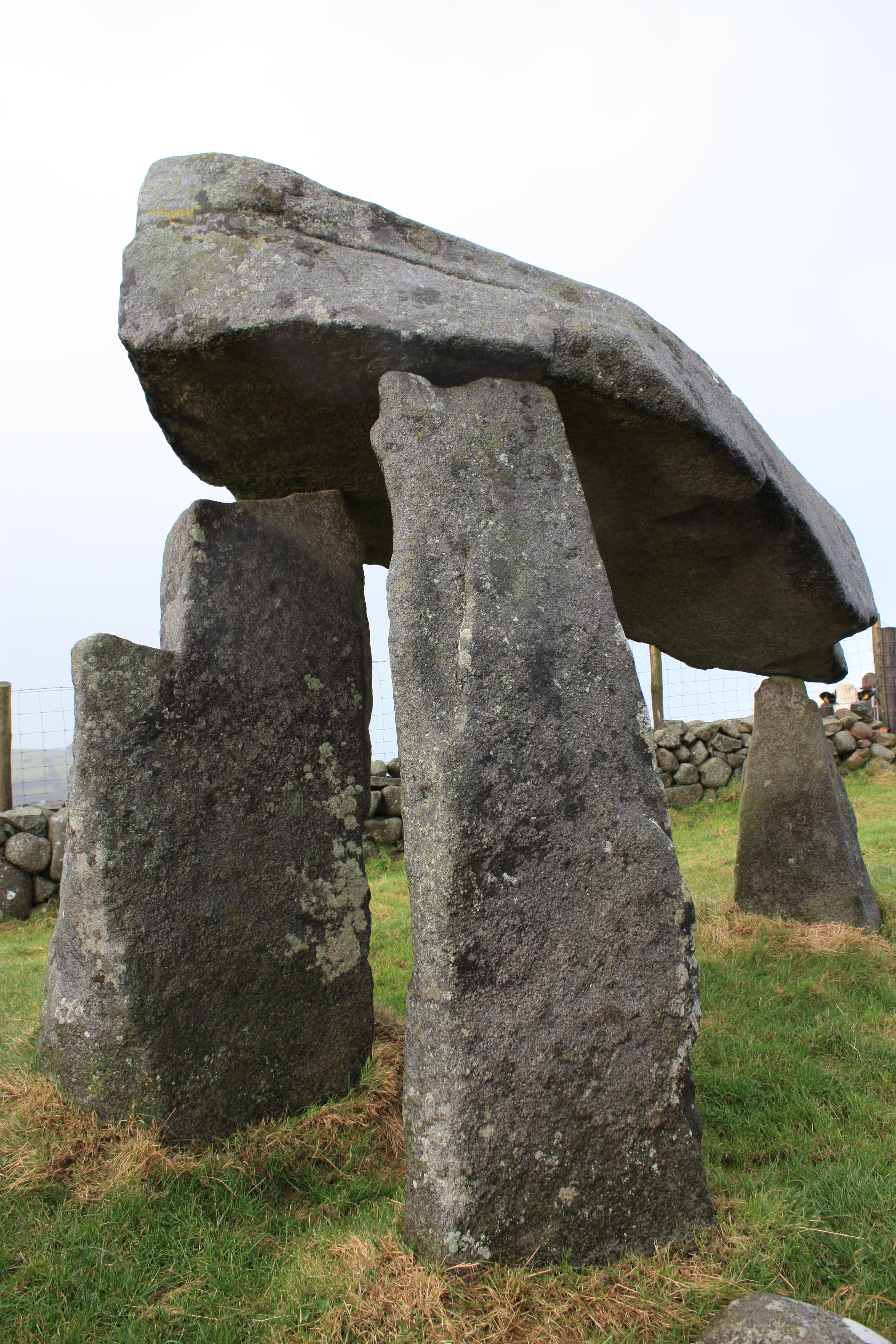
Legananny Dolmen
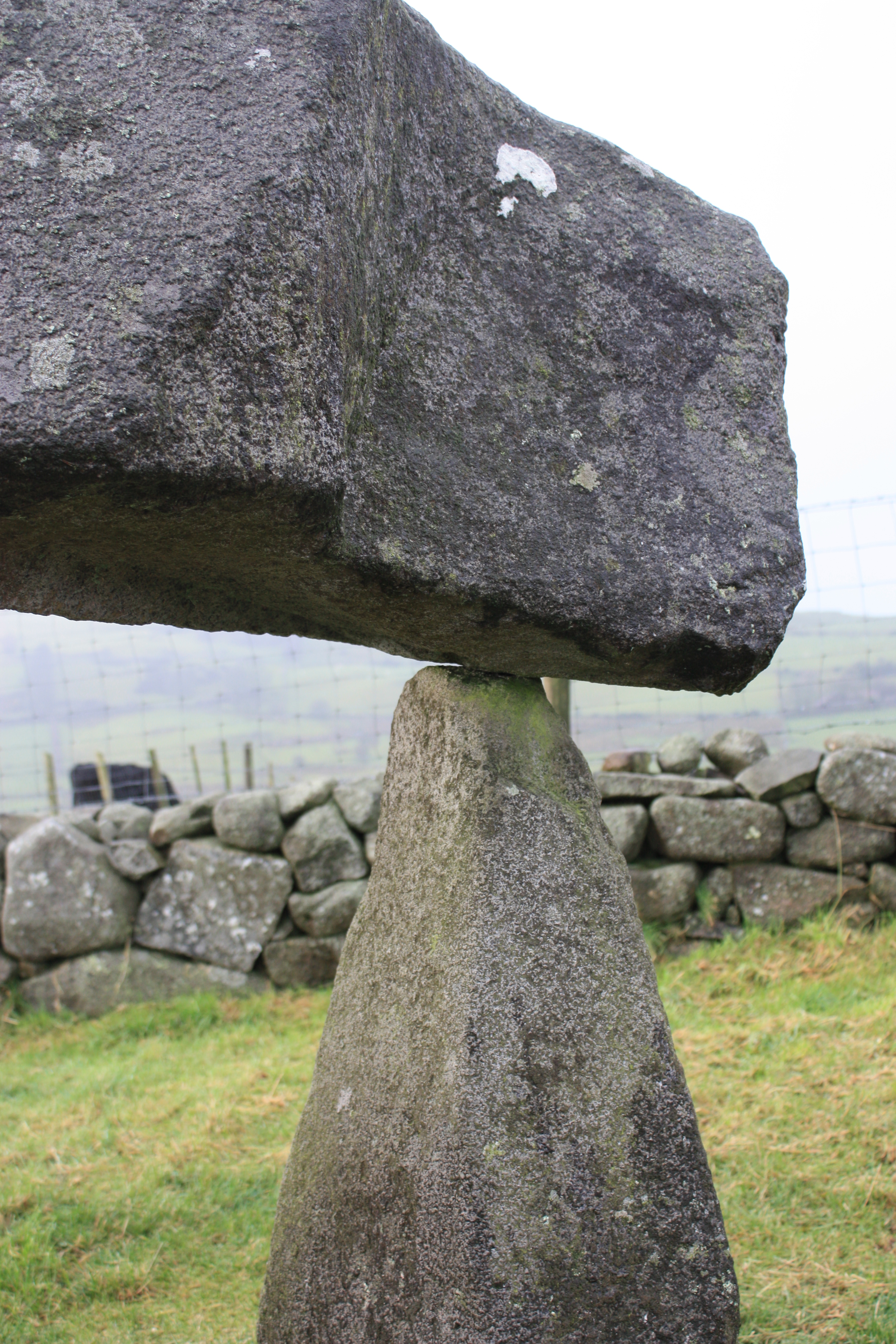
Legannany Dolmen
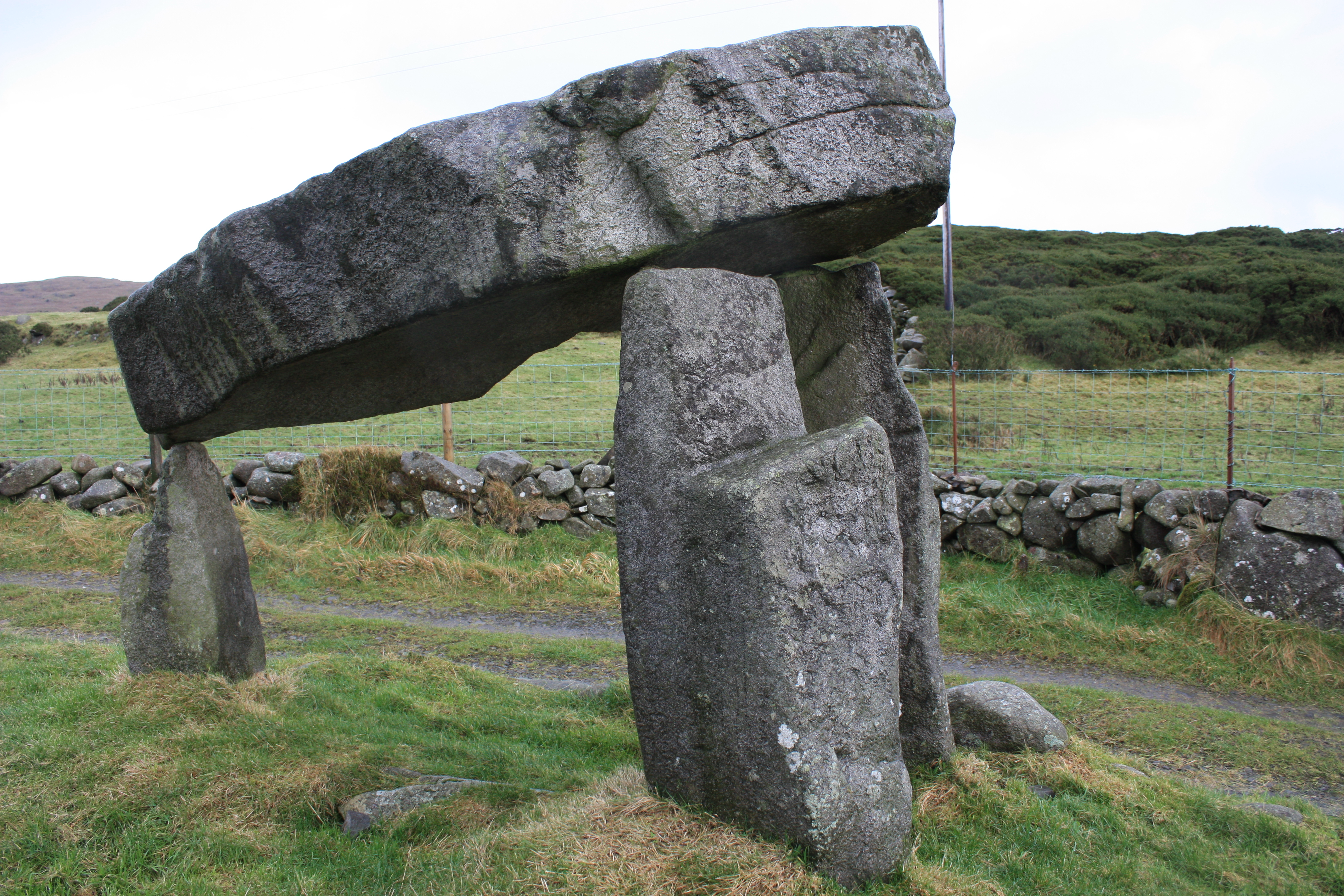
Legannany Dolmen